# Odontonuncia
Odontonuncia is een geslacht van hooiwagens uit de familie Triaenonychidae.
De wetenschappelijke naam Odontonuncia is voor het eerst geldig gepubliceerd door Hickman in 1958. 

## Soorten
Odontonuncia is monotypisch en omvat slechts de volgende soort:
- Odontonuncia saltuensis